# الجامعة التقنية الماليزية
الجامعة التقنية الماليزية هي جامعة عامة تقع في دوريان تونغال ملقا ماليزيا، ومختصرة باسم (UTeM)، وهي أول جامعة عامة تقنية والجامعة العامة الرابعة عشرة في ماليزيا. تعتبر الجامعة رائدة في استخدام أسلوب التدريس والتعلم "الموجه نحو الممارسة والتطبيق" للتعليم الفني على مستوى التعليم العالي في ماليزيا.
تأسست UTeM في 1 ديسمبر 2000 باسم (Kolej Universiti Teknikal Kebangsaan Malaysia) الكلية الجامعية التقنية الوطنية في ماليزيا، والمختصرة باسم (KUTKM)، بموجب المادة 20 من قانون الجامعة والكليات الجامعية لعام 1971 (القانون 30). في 1 فبراير 2007، تمت ترقية KUTKM إلى جامعة تقنية كاملة وحصلت على اسمها الحالي، وفي الوقت نفسه تم إعادة صياغة شعارها ليكون شعار الجامعة.

## حرم الجامعة
يتم دعم كلياتها الثماني من خلال مركزين تعليميين.

## الإحصائيات الأساسية
مصدر:
- الديموغرافيا الطلابية
اعتبارًا من 31 يوليو 2019، هناك:
- 10930 طالبا حيث يوجد:
  - 24 مهندس د.
  - 688 دكتوراه - 403 طلاب دولياً.
  - 664 ماجستير - 113 طالبًا دوليًا.
  - 8,383 درجة بكالوريوس - 161 طالبًا دوليًا.
  - 1,171 دبلوم.

- 26,418 خريج منذ عام 2005.

- قابلية التوظيف العامة للخريجين:
اعتبارًا من 31 مايو 2019، بلغ معدل التوظيف العام للخريجين 86% مع إحصائيات تفصيلية لما يلي:
- 65.3% عاملة.
- 12.57% يتابعون التعليم الإضافي.
- 3% تحسين المهارات.
- 5.13% في انتظار التنسيب.

- الديموغرافيا بالطبع:
اعتبارًا من سبتمبر 2019، هناك 86 برنامجًا مقدمًا:
- 13 برنامج دكتوراه.
- 37 برامج الماجستير.
- 29 برامج درجة.
- 5 برامج الدبلوم.
- 2 بي تك الجديدة، البرامج التي سيتم تقديمها في سبتمبر 2019.

## الخريجون
اعتبارًا من أبريل 2020، كان هناك 26242 خريجًا.